# Stazione di Carbonia Stato
Stazione di Carbonia Stato vasútállomás Olaszországban, Szardínia régióban, Carbonia településen.

## Vasútvonalak
Az állomást az alábbi vasútvonalak érintik:
- Villamassargia–Carbonia vasútvonal

## Kapcsolódó állomások
A vasútállomáshoz az alábbi állomások vannak a legközelebb: 
- Stazione di Carbonia Serbariu
- Stazione di Barbusi